# Walter Haeussermann
Walter Haeussermann (également orthographié Häussermann ; 2 mars 1914 à Künzelsau - 8 décembre 2010 à Huntsville) est un ingénieur en aérospatial germano-américain et membre du "groupe de fusées von Braun", situé à Peenemünde puis au centre de vol spatial Marshall, où il est le directeur du laboratoire de guidage et de contrôle. Il reçoit la Décoration pour le service civil exceptionnel du Département de l'Armée des États-Unis en 1959 pour ses contributions au programme américain de fusées.

## Biographie

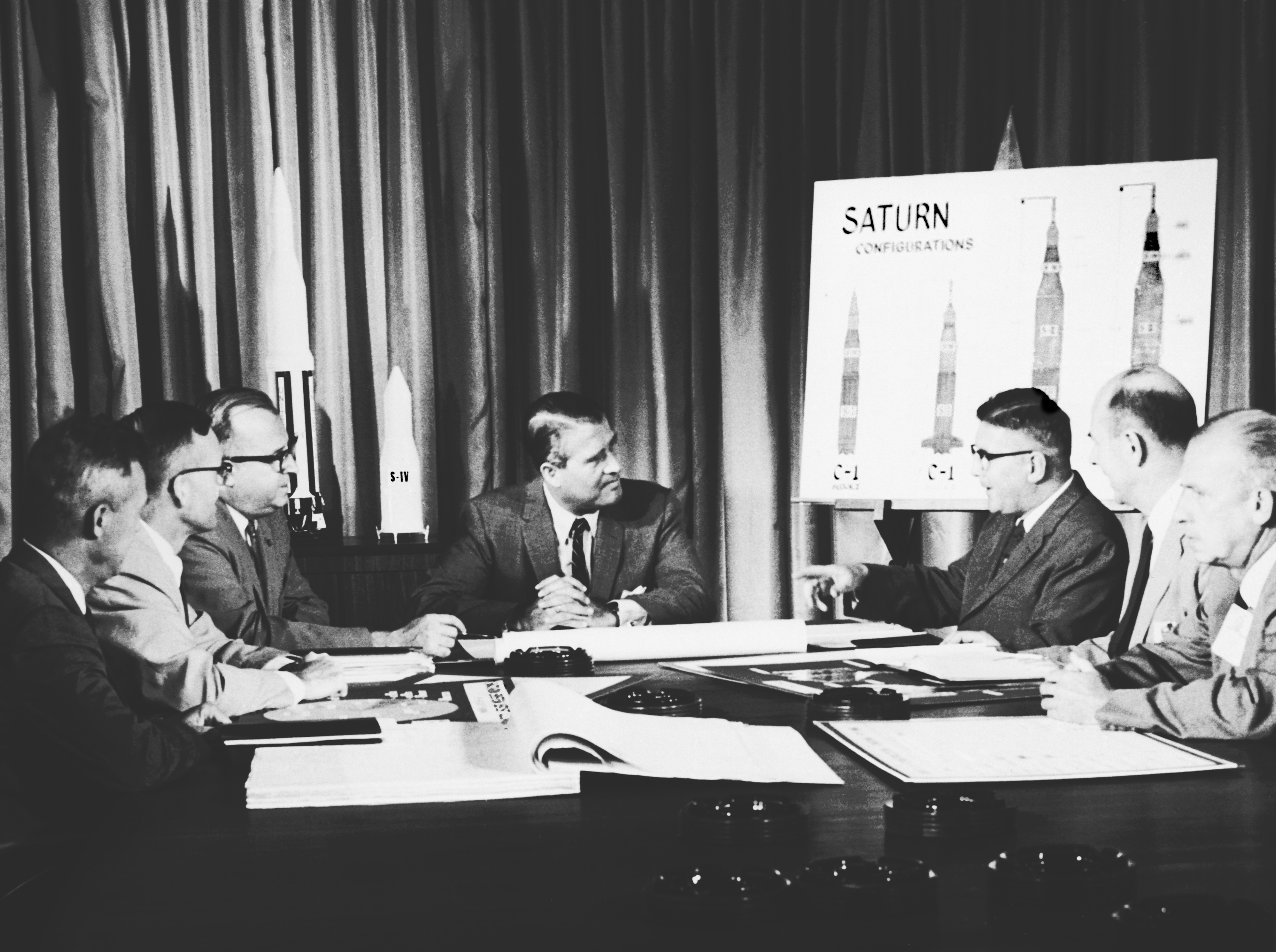
L'équipe de fusées de Von Braun en 1961. Haeussermann est le deuxième à partir de la gauche.

Haeussermann est né à Künzelsau peu avant le début de la Première Guerre mondiale. Il étudie à l'Université de technologie de Darmstadt, où il obtient un doctorat en physique. Il est enrôlé dans l'armée allemande pour la Seconde Guerre mondiale et est nommé au centre de développement de fusées de Peenemünde le 1er décembre 1939. Dans une interview de 2008, il se souvient avoir assisté à un test de moteur de fusée à son arrivée dans le pays, en déclarant : « Je suis stupéfait, car le premier jour, on m'a montré un test de fusée... J'ai été étonné que quelque chose comme cela existait déjà. ». Interrogé sur sa rencontre avec von Braun, il répond avec enthousiasme : « Je l’ai rencontré le deuxième jour. Je m'intéressais beaucoup à lui. » Il a travaillé sur le guidage et les simulations V-2 au moyen d’ordinateurs analogiques.
Il reste trois ans à Peenemünde, puis retourne à Darmstadt où il travaille pour Kreiselgeraete et Siemens afin de développer une plate-forme de guidage gyroscopique. Après la guerre, il est invité à rejoindre l'équipe de von Braun à Fort Bliss, au Texas, mais refuse dans un premier temps parce que sa femme est malade .
Helmut Hölzer et Ernst Steinhoff acceptent l'invitation de l'Opération Paperclip aux États-Unis, s'y rendent fin 1945 et maintiennent le contact avec Haeussermann. Haeussermann vient aux États-Unis en 1947 pour rejoindre l'équipe de von Braun, travaillant sur le guidage et le contrôle des missiles balistiques à Fort Bliss. En 1951, le groupe déménage à Redstone Arsenal.
En 1954, Haeussermann est naturalisé américain. À cette époque, il est directeur du laboratoire de guidage et de contrôle et chef de la division astrionique de l'actuel Marshall Space Flight Center.
La NASA est créée en 1958 et Haeussermann figure sur la liste initiale. Là, il dirige les systèmes électriques, informatiques, de guidage et de navigation du Saturn V. Il prend sérieusement en compte le transport en toute sécurité des astronautes. Il déclare : « J'ai refusé toutes les félicitations avant le retour des astronautes d’Apollo 11. Bien sûr, nous étions très fiers. ».
Ses contributions au programme spatial sont récompensées par la Décoration pour le service civil exceptionnel du Département de l'Armée des États-Unis en 1959, la NASA Outstanding Leadership Medal en 1963, la NASA Exceptional Service Medal en 1969 et l'Institute of Navigation Superior Achievement Award en 1969,

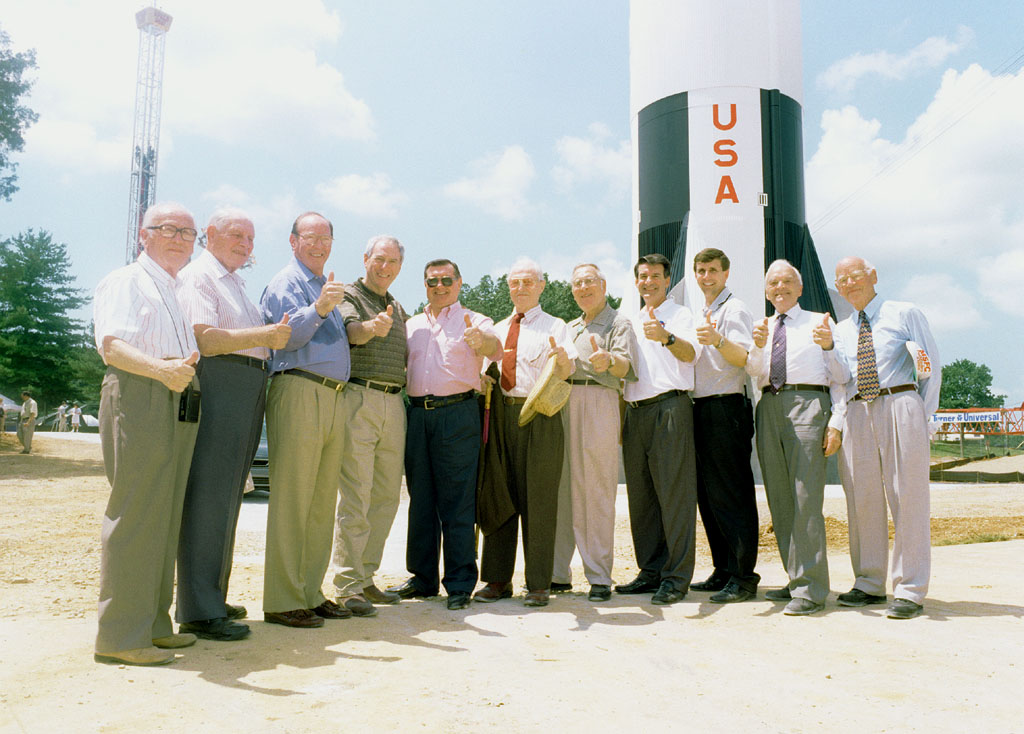
Haeussermann se situe au deuxième rang depuis la droite dans ce groupe lors de la dédicace d’une réplique à part entière du Saturn V au US Space & Rocket Center, 1999.

Haeussermann reste un partisan enthousiaste du programme spatial et assiste régulièrement à des réunions et à des événements publics jusqu'à sa mort.
Il meurt le 8 décembre 2010 de complications consécutives à une chute accidentelle.

### Travail dans le guidage et le contrôle
Le domaine d'activité principal de Haeussermann est le guidage et le contrôle automatiques des missiles. Par exemple, il joue un rôle déterminant dans la conception du système Saturn V. Il mène également des recherches plus générales, par exemple sur le contrôle d'attitude sur 3 axes et l'utilisation de dispositifs à effet Hall dans les dispositifs de contrôle aérospatiaux. À la fin de sa carrière, il examine les problèmes de contrôle liés aux expériences à bord de la navette spatiale.

### Arthur Rudolph
Haeussermann est un collègue d'Arthur Rudolph. Dans les années 1980, l'Office of Special Investigations (en) et Eli Rosenbaum ont ouvert une enquête pour crimes de guerre nazis présumés. Haeussermann fait partie de l'équipe de défense de Rudolph chargée de prouver son innocence.

## Travaux
- Haeussermann, W. (1965) Guidance and control of saturn launch vehicles, AIAA #65-304.
- Haeussermann, W. (1970) Description and performance of the Saturn launch vehicle's navigation, guidance, and control system , NASA TN D-5869.
- Haeussermann, W. (1971) Saturn launch vehicle's navigation guidance, and control system, Automatica 7(5), 537-556.
- Haeussermann, W. (1959) The Spherical Control Motor for Three-Axis Attitude Control of Space Vehicles, NASA TM X-50071
- Haeussermann, W. (1979) Hall devices improve electric motor efficiency, NASA MFS-23828.
- Haeussermann, W. (1976) Control requirements of the Shuttle experiments, In: Symposium on Automatic Control in Space, 7th, Rottach-Egern, West Germany, May 17–21, 1976, Volume 1. (A77-24777 10-12) Düsseldorf, VDI/VDE-Gesellschaft Mess- und Regelungstechnik, 1976, p. 97-111.